# Elecciones presidenciales de Estados Unidos de 1920
La elección presidencial de los Estados Unidos de 1920 estuvo dominada por las secuelas de la Primera Guerra Mundial y una respuesta hostil a ciertas políticas del presidente Woodrow Wilson incluso dentro del Partido Demócrata. El auge económico en tiempos de guerra se había derrumbado, pasando rápidamente a un clima de alta inflación y desempleo. Los políticos estaban discutiendo sobre los tratados de paz y la cuestión de la entrada de Estados Unidos en la Sociedad de Naciones, lo que produjo una reacción aislacionista. En el extranjero, hubo guerras y revoluciones. En casa, 1919 estuvo marcado por grandes huelgas en las industrias empacadoras de carne y la del acero, y en gran escala los disturbios raciales en Chicago y otras ciudades (el llamado "Verano Rojo de 1919"). Los ataques terroristas en Wall Street produjeron temores de los radicales y los terroristas. Las comunidades de irlandeses católicos y alemanes se sintieron ultrajados por la política exterior de Wilson, y su posición política se debilitó críticamente después de haber sufrido un grave ataque de apoplejía en 1919 que lo dejó incapaz de hablar en su propio nombre.
El expresidente Theodore Roosevelt habría sido el favorito para la nominación republicana, pero su salud se deterioró en 1918. Murió en enero de 1919, sin dejar ningún heredero claro a su legado progresista. Los dos principales partidos presentaron a dos desconocidos candidatos del estado de Ohio, quienes también dirigían periódicos. Los demócratas nominaron al gobernador y editor de prensa James M. Cox. A su vez, los republicanos eligieron al senador Warren G. Harding. Para ayudar a su campaña, Cox eligió al futuro presidente Franklin D. Roosevelt (un primo lejano de Theodore), como su compañero de fórmula. Harding virtualmente ignoró a Cox, esencialmente haciendo campaña en contra de Wilson y los progresistas en general, pidiendo un retorno a la normalidad ("A return to normalcy"). Con una ventaja de cuatro a uno, el Partido Republicano obtuvo una victoria aplastante de un 60,3% (voto popular) frente al 34,1% de los demócratas. Esta fue la victoria más marcada desde que James Monroe fue reelecto sin oposición en 1820 (durante la "Era de las Buenas Intenciones"). Más tarde estos resultados serían superados por Franklin D. Roosevelt en 1936, Lyndon B. Johnson en 1964 y Richard Nixon en 1972.
Esta elección fue la primera desde la ratificación de la Decimonovena Enmienda el 18 de agosto de 1920, y por tanto la primera en la que las mujeres tenían derecho a votar en los 48 estados. Como resultado, el voto popular total se incrementó de manera espectacular, de 18,5 millones en 1916 a 26,8 millones en 1920.

## Candidaturas

### Partido Republicano
El partido Republicano celebró su convención partidaria el 8 de junio en Chicago. La competencia prontamente se estancó entre el Mayor General Leonard Wood y el gobernador de Illinois Frank Orren Lowden. Otros candidatos fueron los gobernadores William Cameron Sproul (Pennsylvania) y Calvin Coolidge (Massachusetts), el filántropo Herbert Hoover, el presidente de la Universidad Columbia Nicholas Murray Butler y los senadores Hiram Johnson (California), Robert M. La Follette (Wisconsin) y Warren G. Harding (Ohio).
Harding habría conseguido la nominación en un "cuarto lleno de humo", mediante maniobras realizadas previo a la décima votación por su jefe de campaña Harry M. Daugherty, más tarde nombrado fiscal general. Pese a que Harding y los líderes partidistas preferían al senador Irvine Lenroot (Wisconsin) como el "número dos". Sin embargo, los delegados se rebelaron y escogieron a Coolidge, quien se hizo conocido al manejar la huelga policial de Boston el año anterior.

### Partido Demócrata
Tras su ataque de apoplejía, se dio por sentado de que el presidente Wilson no se presentaría para un tercer mandato, aunque él nunca supo de ello al estar casi completamente recluido. De hecho este desincentivó a su yerno y anterior Tesorero William Gibbs McAdoo para que no hubiese un candidato claro para la convención, lo que según el le permitiría ser nominado nuevamente. El vicepresidente Thomas R. Marshall intentó en un principio llenar aquel vacío, pero su torpe administración relevando al convaleciente jefe de Estado terminó por destruir su credibilidad.
La convención Demócrata inició el 28 de junio en San Francisco, siendo la primera convención política en realizarse en la costa del Pacífico. James M. Cox fue elegido en la cuadragésima cuarta votación, mientras que su compañero de fórmula Franklin D. Roosevelt no era solo primo en quinto grado del famoso Theodore, sino que también fue subsecretario de la Armada en el primer período Wilson.

### Otros partidos
El socialista Eugene V. Debs fue candidato por quinta (y última) vez, a diferencia que en esta ocasión hizo campaña desde la cárcel (caso único en la historia norteamericana) debido a que se rehusó a ser reclutado durante la guerra. Recibió casi un millón de votos, la mayor votación popular para un candidato del partido Socialista (sin embargo el propio Debs había conseguido un porcentaje mayor en 1912).
Parley P. Christensen (Partido Agrario-Laborista) obtuvo 265 mil votos (1%) mientras que Aaron S. Watkins del partido por la Prohibición consiguió casi 190 mil votos, el menor resultado para aquel partido desde 1884, principalmente debido a la reciente aprobación de la Ley Volstead.